# Twardówka lisia
Twardówka lisia (Lentinellus vulpinus (Sowerby) Kühner & Maire) – gatunek grzybów z rodziny szyszkogłówkowatych (Auriscalpiaceae).

## Systematyka i nazewnictwo
Pozycja w klasyfikacji według Index Fungorum: Lentinellus, Auriscalpiaceae, Russulales, Incertae sedis, Agaricomycetes, Agaricomycotina, Basidiomycota, Fungi.
Po raz pierwszy takson ten opisał w 1802 r. James Sowerby nadając mu nazwę Agaricus vulpinus. Obecną, uznaną przez Index Fungorum nazwę nadali mu w 1934 r. Robert Kühner i René Charles Maire.
Ma 14 synonimów. Niektóre z nich:
- Lentinellus auricula (Fr.) E. Ludw. 2001
- Panellus vulpinus (Sowerby) Murrill 1915[2].

Polską nazwę nadał Władysław Wojewoda w 2003 r.

## Występowanie i siedlisko
Występuje w Ameryce Północnej i Południowej, Europie, Azji i Australii. W Polsce tylko dwukrotnie podano jego stanowiska w Puszczy Bialowieskiej w 1950 r. Bardziej aktualne stanowiska podaje internetowy atlas grzybów. Znajduje się na Czerwonej liście roślin i grzybów Polski. Ma status E – gatunek wymierający, którego przeżycie jest mało prawdopodobne, jeśli nadal będą działać czynniki zagrożenia.
Nadrzewny grzyb saprotroficzny. Występuje w lasach na martwym drewnie.